# Francisco de Solís
Francisco de Solís (1620-1684) est un peintre espagnol de l'école de Madrid.

## Biographie

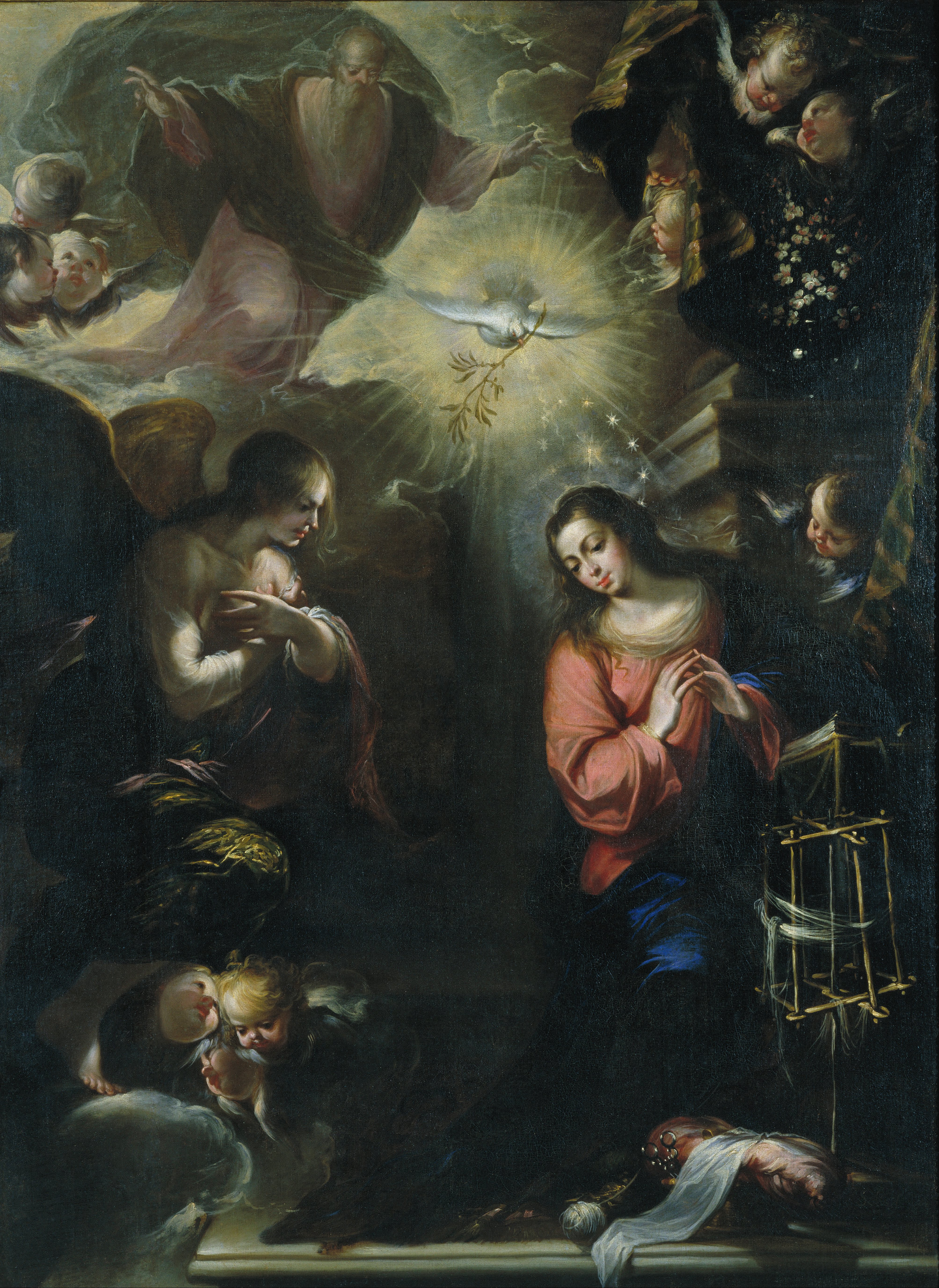
Annonciation, 1664, Musée national d'art de Catalogne.

Né à Madrid, il est issu d'une famille noble. Son père, Juan de Solís, est lui-même peintre, ce qui permet à Francisco de s'exercer dans l'atelier paternel. Artiste précoce, il aurait peint son premier tableau à 18 ans pour les capucins de Villarrubia de los Ojos, ce qui lui vaut les félicitations de Philippe IV.
Il peint essentiellement des sujets religieux pour des couvents madrilènes, mais son succès lui vaut recevoir de nombreuses commandes hors de Madrid.
D'une situation aisée, il rassemble chez lui une riche bibliothèque et une importante collection de gravures et de dessins.
On ne lui connait qu'un seul élève, José Moreno.